# Eustach von Flandern
Eustach von Flandern († 1216) war ein Angehöriger des flämischen Grafenhauses und von 1209 bis 1216 Regent des Königreichs Thessaloniki.
Er war ein jüngerer Sohn des Grafen Balduin V./VIII. von Hennegau-Flandern und der Gräfin Margarete von Flandern. Seine zwei ältesten Brüder waren Balduin und Heinrich, welche nach dem vierten Kreuzzug (1202–1204) die ersten zwei Kaiser des neu gegründeten lateinischen Reichs von Konstantinopel waren.
Eustach nahm wahrscheinlich nicht am vierten Kreuzzug teil; weder bei Gottfried von Villehardouin noch bei Robert de Clari wird eine Kreuznahme oder irgendeine sonstige Beteiligung an dem Kreuzzug von ihm erwähnt. Erstmals wird er als Feldherr seines Bruders, Kaiser Heinrich, im Spätjahr 1206 genannt, in einer siegreichen Schlacht gegen den Bulgarenzaren Kalojan (Johannitza) in der Nähe von Adrianopel. Er dürfte also erst auf die Nachricht von der Eroberung Konstantinopels im April 1204 seinen Brüdern in den griechischen Osten nachgereist sein, von denen ersterer schon in der Schlacht von Adrianopel im April 1205 in die Gefangenschaft der Bulgaren gefallen und gestorben war. An der Seite seines Bruders Heinrich war Eustach in den folgenden Jahren in die Kämpfe gegen die Bulgaren und Exilbyzantiner unter Theodor Laskaris verwickelt.
Nach der Niederschlagung des Aufstandes der Lombarden unter Oberto von Biandrate im Königreich Thessaloniki (Januar 1209) wurde Eustach von seinem Bruder als Regent für den unmündigen König Demetrius eingesetzt. Auf dem anschließenden Parlement von Ravennika (Mai 1209) wurde eine friedensstiftende Ehe für ihn mit einer Tochter des byzantinischen Despoten von Epirus, Michael I. Angelos, vereinbart. Seit 1214 war Thessaloniki den Angriffen des Theodoros I. Angelos ausgesetzt.
Eustach starb vermutlich im Jahr 1216, wie auch sein Bruder. Für das Jahr 1217 wurde mit Berthold von Katzenelnbogen ein anderer im Amt des Regenten von Thessaloniki genannt.

## Einzelnachweis
1. ↑  Geoffrey de Villehardouin: Memoirs Or Chronicle of the Fourth Crusade and the Conquest of Constantinople (Echo Library, 2010), S. 118

| Personendaten    | Personendaten                       |
| ---------------- | ----------------------------------- |
| NAME             | Eustach von Flandern                |
| KURZBESCHREIBUNG | Regent des Königreichs Thessaloniki |
| GEBURTSDATUM     | 12. Jahrhundert                     |
| STERBEDATUM      | 1216                                |